# Polyrhachis medusa
Polyrhachis medusa är en myrart som beskrevs av Auguste-Henri Forel 1897. Polyrhachis medusa ingår i släktet Polyrhachis och familjen myror. Inga underarter finns listade i Catalogue of Life.